# Mateașivka, Velîka Bahacika
Mateașivka (în ucraineană Матяшівка) este o comună în raionul Velîka Bahacika, regiunea Poltava, Ucraina, formată numai din satul de reședință. În secolul al XIX-lea, satul făcea parte din volostul Iareskî, uezdul Mirhorod.

## Demografie
Componența lingvistică a comunei Mateașivka
     Ucraineană (95,85%)
     Rusă (4,15%)
Conform recensământului din 2001, majoritatea populației comunei Mateașivka era vorbitoare de ucraineană (95,85%), existând în minoritate și vorbitori de rusă (4,15%).